# Millsboro
Millsboro es un pueblo ubicado en el condado de Sussex en el estado estadounidense de Delaware. En el año 2000 tenía una población de 2,360 habitantes y una densidad poblacional de 528 personas por km².

## Geografía
Millsboro se encuentra ubicado en las coordenadas 38°35′21″N 75°17′33″O / 38.58917, -75.29250.

## Demografía
Según la Oficina del Censo en 2000 los ingresos medios por hogar en la localidad eran de $27,379, y los ingresos medios por familia eran $32,708. Los hombres tenían unos ingresos medios de $30,700 frente a los $22,100 para las mujeres. La renta per cápita para la localidad era de $15,157. Alrededor del 18.2% de la población estaban por debajo del umbral de pobreza.

## Localidades adyacentes
Diagrama de las localidades a un radio de 16 km a la redonda de Millsboro.